# Stanovo
Stanovo (Servisch: Станово) is een gemeente in het Servische district Šumadija en maakt deel uit van de stad Kragujevac.
Stanovo telt 39.252 inwoners (2002). De oppervlakte bedraagt 154,82 km², de bevolkingsdichtheid is 253,5 inwoners per km².